# Парламентские выборы в Индии (1977)
Парламентские выборы в шестой созыв нижней палаты парламента Индии (Лок сабха) проходили с 16 по 20 марта 1977 года. Партия Джаната получила 298 мест, ранее правящая партия Индийский национальный конгресс (ИНК) получила 153 места, потеряв большинство в парламенте. Джаната с союзниками (Коммунистическая партия Индии (марксистская), Акали дал, Крестьянско-рабочая партия, Революционная социалистическая партия, «Форвард Блок», Дравида муннетра кажагам) в общей сложности получила 345 мест, а ИНК с союзниками (АИАДМК, Коммунистическая партия Индии и т. д.) — только 189.
По сравнению с предыдущими выборами, в соответствии с переписью населения 1971 года общее число членов Лок сабха было увеличено с 518 до 542, которые представляли 27 штатов Индии и её союзных территорий.
Выборы состоялись после чрезвычайного положения, введённого Индирой Ганди в 1975 году, которое было призвано укрепить позиции ИНК через отмену демократических норм — введение цензуры, запрет оппозиции и политические репрессии. В результате выборов Индийский национальный конгресс, партия, боровшаяся за независимость Индии и начиная с 1947 года находившаяся у власти 30 лет, потерпела поражение от альянса Джаната и была вынуждена уйти в оппозицию, Индира Ганди или рассматривавшийся в качестве её преемника Санджай Ганди лишились места премьер-министра Индии. Впоследствии данные выборы назвали «опрокидывающими».
18 января Индира Ганди объявила о новых выборах и освободила политзаключенных. Уже 20 января 1977 года четыре основных некоммунистических оппозиционных партии (Оппозиционный конгресс, Ян Санг, Бхаратия Лок Даль и Социалистическая партия) объявили что будут участвовать в выборах как единая партия Джаната, что означает «народная». Основные предвыборные дискуссии велись вокруг чрезвычайного положения и его влияния на гражданские свободы, также обсуждали программу принудительной стерилизации, снос трущоб и переход в феврале Джагдживана Рама (министра сельского хозяйства и ирригации) на сторону партии Джаната.
Кампания партии Джаната сводилась к тому, что эти выборы определят, будет ли Индия «демократией или диктатурой».
Выборы в крупнейшем штате Уттар-Прадеш, исторически оплоте ИНК, обернулись против Ганди. По мнению социолога Дханагаре, структурные причины поражения ИНК включали в себя с одной стороны появление сильной и единой оппозиции, с другой стороны разобщённость и усталость внутри ИНК, неспособность контролировать средства массовой информации, которые находились под цензурой во время чрезвычайного положения. Между тем, по словам Гангули, показатели ИНК достигли рекордного минимума в Западной Бенгалии из-за плохой дисциплины среди активистов Конгресса, а также многочисленных дезертирств и коррупции в ИНК. ИНК, однако, преуспел в южных индийских штатах Тамилнад, Карнатака, Керала и Андхра-Прадеш. Результаты были неоднозначными в западных штатах Махараштра и Гуджарат, однако альянс Джаната выиграл все места в Мумбаи.